# Xã Stokes, Quận Roseau, Minnesota
Xã Stokes (tiếng Anh: Stokes Township) là một xã thuộc quận Roseau, tiểu bang Minnesota, Hoa Kỳ. Năm 2010, dân số của xã này là 215 người.